# Cseh Sándor (vízilabdázó)
Cseh Sándor (Szolnok, 1976. szeptember 5.– ) magyar vízilabdázó, edző, szövetségi kapitány.

## Játékos pályafutás
Cseh Sándor 1976-ban született, így együtt játszott Kásás Tamással és Biros Péterrel is, de a junior-világbajnokságot nyerő csapatnak nem volt tagja. Játékosként több magyar és külföldi klubban is vízilabdázott, itthon megfordult Szolnokon, Egerben és az Ybl csapatában.
Kipróbálta magát külföldi csapatokban is. Svájcban az SK Worb és az SK Schaffhausen csapatát erősítette. Játszott Németországban az SV Canstatt együttesében, szerepelt Olaszországban a Pagorus Catania színeiben illetve megfordult Szaúd-Arábiában is.

## Edzői pályafutás
2008 óta edzősködik, azóta csak Szolnokon dolgozott. A 2012-2013 és a 2013-2014-es szezonban másodedzőként, a többi évadban vezetőedzőként.
Vezetőedzőként Bajnokok Ligája győzelemig vezette a Szolnokot, 2017-ben Budapesten ünnepelhette maga és a klub történelmének első BL aranyérmét. A döntőben a horvát Dubrovnik együttesét győzték le. 2016-ban szintén Budapest adott otthont a Final Six-nek, akkor a bronzéremig jutott az általa vezetett Szolnok.
A magyar bajnokságban háromszor ünnepelhetett vezetőedzőként aranyérmet, a 2014-2015-ös évadban az A-Híd OSC-t győzték le a döntőben 3-0-ra. A 2015-2016-os szezonban a ZF-Eger 3-2-re múlták felül a fináléban, míg a 2016-2017-es évadban szintén az Egerrel csaptak össze ekkor viszont már 3-0-ra győztek a Cseh Sándor vezette szolnokiak.

A 2014-2015-ös Magyar Kupa kiírásában Szentesen döntőzött a Szolnok, 10-7-re legyőzték az OSC-t, a 2016-2017-es szezonban pedig az Eger 10-4-es legyőzése után ünnepelhettek.
A 2016-ban megrendezett szuperkupadöntőben az Egerrel játszott a Cseh Sándor vezette Szolnoki Dózsa 14-9-re győzték le a hevesieket.
A 2017-2018-as szezonban a lejáró szerződését nem hosszabbították meg, így távozott a csapat éléről.
Ezt követően öt évig a Magyar Vízilabda Szövetség férfi utánpótlás szakágának szakmai igazgatója volt, majd 2023-ban elvállalta a női válogatott edzését, eleinte Mihók Attilával közösen, 2024 őszétől pedig már önálló szövetségi kapitányként. Vezetése alatt a válogatott a 2024-es párizsi Olimpián, világbajnokságon, Európa-bajnokságon, valamint a 2025-ös vizes világbajnokságon és Világkupán is rendre az élmezőnyben szerepelt.

## Sikerei edzőként
- Világbajnoki ezüstérmes (2024, 2025)
- Világkupa ezüstérmes (2025)
- Olimpikon (2024)
- Bajnokok Ligája győztes (2017)

- LEN-szuperkupa győztes (2017)

- Bajnokok Ligája bronzérmes (2016)

- Magyar bajnok (2015, 2016, 2017)

- Magyar kupagyőztes ( 2015, 2017, 2018)

- Universiade válogatott 5. hely (2009, Belgrád)